# Saint-Lormel
 Saint-Lormel  (en bretón Sant-Loheñvel) es una población y comuna francesa, situada en la región de Bretaña, departamento de Côtes-d'Armor, en el distrito de Dinan y cantón de Plancoët.

## Demografía
| 729 | 716 | 736 | 780 | 787 | 777 |
| Para los censos de 1962 a 1999 la población legal corresponde a la población sin duplicidades (Fuente: INSEE [Consultar]) |     |     |     |     |     |